# Caer Ceri
Caer Ceri è stato un regno della Britannia del VI secolo, che aveva la sua capitale appunto a Caer Ceri (Corinium Dobunnorum, odierna Cirencester). La sua caduta viene ricordata insieme a quella di Caer Gloui e di Caer Baddan nella Cronaca anglosassone. Faceva probabilmente parte di un più ampio regno, che comprendeva tutte e tre le città e che si sarebbe staccato solo attorno al 550.

## Cronologia
- ca. 550 - dopo la morte di Aurelio Caninio (sovrano supremo, che avrebbe regnato su tutte e tre le città, come sembrerebbe di poter dedurre da Gildas) o del figlio (l'innominato quinto sovrano), sarebbe avvenuta l'eventuale divisione tra i regni di Caer Baddan, Caer Ceri e Caer Gloui. Forse ciò dipese dalla tradizione celtica di dividere un regno tra i figli del sovrano defunto;
- ?ca. 550-577 - Condidan/Candidiano/Cyndyddan viene ucciso dai Sassoni del Wessex. I Hwicce occuparono il suo territorio.